# Francis Field
Vous pouvez aider à l'améliorer ou bien discuter des problèmes sur sa page de discussion.
- Il ne cite pas suffisamment ses sources. Vous pouvez indiquer les passages à sourcer avec {{référence nécessaire}} ou {{Référence souhaitée}}, et inclure les références utiles en les liant aux notes de bas de page. (Marqué depuis mai 2024)
- Son contenu est rédigé entièrement ou presque à partir d'une seule source. N'hésitez pas à modifier cet article pour améliorer sa vérifiabilité en apportant de nouvelles références dans des notes de bas de page. (Marqué depuis mai 2024)
- Certaines informations devraient être mieux reliées aux sources mentionnées dans la bibliographie ou les liens externes. Améliorez sa vérifiabilité en les associant par des références. (Marqué depuis mai 2024)

- Archive Wikiwix
- Bing
- Cairn
- DuckDuckGo
- E. Universalis
- Gallica
- Google
- G. Books
- G. News
- G. Scholar
- Persée
- Qwant
- (zh) Baidu
- (ru) Yandex
- (wd) trouver des œuvres sur Wikidata

Le stade Francis Field est un stade situé à Saint-Louis aux États-Unis, dans le Missouri au sein de l'université Washington.

## Historique

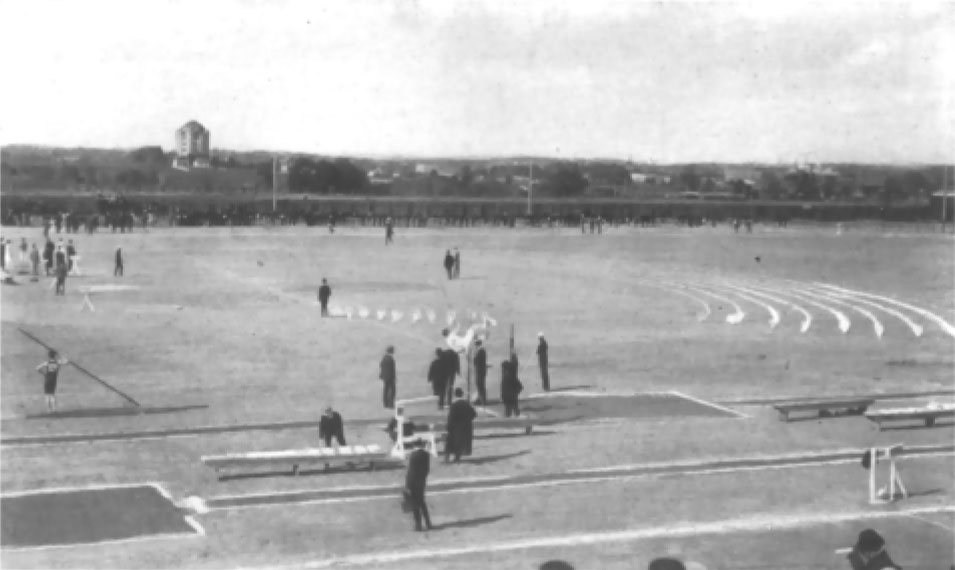
Le stade Francis Field lors des Jeux de 1904.

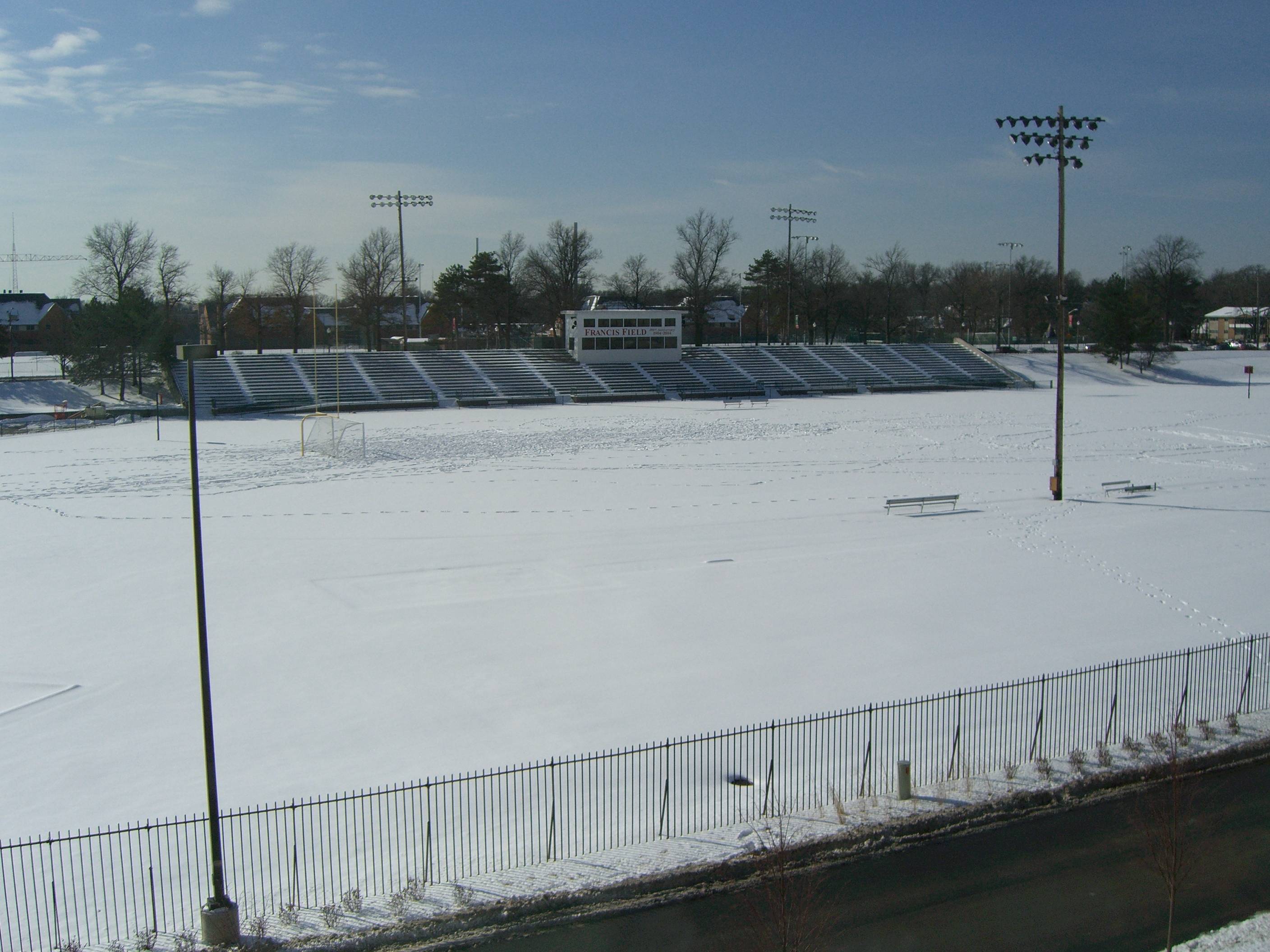
Le Francis Field en janvier 2009.

Il est actuellement utilisé par les équipes d'athlétisme, de cross-country, de football américain et de football de l'université. Il est construit pour l'Exposition universelle de 1904 et a été utilisé comme stade principal pour les Jeux olympiques d'été de 1904. À sa construction, le stade a une capacité de 19 000 places assises, mais la rénovation du stade en 1984 a réduit la capacité de ce stade à 4 000 personnes. Il est l'un des plus anciens équipements sportifs de la partie ouest du Mississippi encore en usage aujourd'hui.
Le stade Francis Field a été rénové et modernisé, la pelouse naturelle a été remplacée par une pelouse synthétique. Ainsi, le stade peut être configuré à la fois pour le football et pour le football américain.